# 約翰·米歇爾
約翰·米歇爾（英語：John Michell，/ˈmɪtʃəl/；1724年12月25日—1793年4月21日）是一名英國自然哲學家和牧師，他對包括天文學、地質學、光學和引力在內的廣泛科學領域提出了開創性的見解。他被認為是「有史以來最偉大的無名科學家之一」，是已知的第一個提出黑洞存在的人，也是第一個提出地震以波傳播的人。他認知到雙星是相互引力的產物，是第一個將統計學應用於研究宇宙的人。他發明了一個測量地球質量的儀器，並解釋如何製造人造磁鐵。他被譽為「地震學和磁學之父」。
根據一名科學記者的說法，「米歇爾工作的一些細節聽起來確實像是從二十世紀的天文學教科書上撕下來的。」美國物理學會將米歇爾描述為「遠遠領先於他同時代的科學工作者，以至於他的想法在沒沒無聞中消逝，直至一個多世紀後被重新發明。」該學會表示，雖然「他是那個時代最傑出和最具原創性的科學家之一，但米歇爾至今仍幾乎無人知曉，部分原因是他幾乎沒有發展和推廣他自己的突破性思想。」